# Niezależna instytucja fiskalna
Niezależna instytucja fiskalna (ang. independent fiscal institutions), określana też mianem rady fiskalnej (ang. fiscal council) czy rady polityki fiskalnej (ang. fiscal policy council) – jest to instytucja powoływana na podstawie prawa publicznego, która zatrudnia niepartyjnych profesjonalistów, którzy otrzymują mandat do prowadzenia stałego monitoringu i/lub doradztwa w zakresie realizacji polityki fiskalnej. Zadaniem tego rodzaju instytucji jest zwiększenie presji na dyscyplinę fiskalną, podwyższenie jakości debaty na temat finansów publicznych oraz promowanie przejrzystości i odpowiedzialności fiskalnej. 

## Występujące modele instytucjonalne według kryterium kompetencji[2]
Przyglądając się stworzonym dotychczas w różnych państwach instytucjom mających prawo głosu w aspekcie polityki fiskalnej można podzielić je na trzy grupy. Kryterium podziału jest zakres ich kompetencji, który można określić jako:
- Miękki (ang. soft) – w tym rozwiązaniu rada polityki fiskalnej ma jedynie rolę doradczą, prognostyczną i opiniotwórczą. Tego typu rady dostarczają niezależnych analiz na temat kształtowania się polityki fiskalnej w danym kraju a także dostarczają prognoz wielu zmiennych makroekonomicznych. Takie instytucje istnieją w Belgii (Belgium High Council of Finance)[3], Danii (Danish Economic Council)[4], Holandii (Central plannig Bureau – Netherlands Bureau for Economic Policy Analysis) czy relatywnie od niedawna w Szwecji (powołana w sierpniu 2007 The Swedish Fiscal Policy Council))[5].
- Twardy (ang. hard) – w tym o charakterze „twardym” przyjmuje się, że Rada ustala corocznie poziom salda budżetu lub/i oczekiwany poziom długu publicznego. Zakłada się, że stanowi to cel, któremu podczas procesu budżetowego musi sprostać Rząd. Nie ma jeszcze wdrożonych rozwiązań o takim charakterze. Niemniej jednak wydaje się to już tylko kwestią czasu.
- Bardzo miękki (ang. very soft) – ten charakter omawianej instytucji odnosi się do rozwiązań, w których wykorzystuje się niezależne opinie podczas procesu budżetowego w sposób fakultatywny. Przykładem takich rozwiązań są w Niemczech – German Council of Academic Experts (nazywana również: Working Group on Tax Estimates), w Japonii – The Fiscal System Council))[6], w Korei – National Assembly Budget Office[7], w Polsce w pewnym zakresie Biuro Analiz Sejmowych[8]. W wielu państwach w tym charakterze występują różne jednostki organizacyjne w ramach struktur parlamentarnych i inne organizacje doradcze[9].

## Występujące modele instytucjonalne według kryterium organizacji[10]
- Specjalnie wydzielone rady fiskalne – są najbardziej rozpowszechnią formą delegowania zadań prognozowania, monitoringu, analiz i/lub doradztwa w zakresie polityki fiskalnej. Rozwiązanie to dominuje w krajach Unii Europejskiej, gdzie obecnie można się doliczyć 12 rad fiskalnych.
- Parlamentarne biura budżetowe – służby analityczne (budżetowe, ekonomiczne) w parlamentach są wprawdzie często stosowanym rozwiązaniem organizacyjnym, jak choćby Biuro Analiz Sejmowych w Polsce, jednakże w tym przypadku, jako niezależne instytucje fiskalne charakteryzowane są takie parlamentarne biura budżetowe, w których zakres działania został poszerzony o zadania dotyczące prognozowania makroekonomicznego i budżetowego, jak również monitorowania długoterminowej stabilności fiskalnej.
- Państwowe urzędy kontroli/audytu – instytucje tego rodzaju z założenia pełnią funkcje nadzorcze (kontroli, audytu) w zakresie budżetu państwa, są więc dobrze przygotowane głównie do realizacji funkcji monitoringu. Mogą również stanowić zaplecze analityczne dla rad fiskalnych (tak jest np. w Szwecji, czy na Węgrzech).